# Cementiris de Barcelona
Cementiris de Barcelona, S.A. és una empresa del grup Barcelona Serveis Municipals (B:SM), que gestiona els nou cementiris de la ciutat de Barcelona: Montjuïc, Poblenou, Sant Andreu, Horta, Sant Gervasi, les Corts, Sarrià, Sants i Collserola; així com els dos centres de cremació situats a Montjuïc i Collserola. L'any 2013 va traslladar la Col·lecció de Carrosses Fúnebres a un nou espai del cementiri de Montjuïc, inaugurat el dia 2 de febrer del 2013. En el mateix espai, va obrir una biblioteca pública funerària amb més de 1800 exemplars, la més gran d'Espanya i la segona més gran d'Europa. L'any 2015 va presentar una previsió de benefici per als anys 2015 i 2016 de 5 milions d'euros.